# Allosuctobelba huangshanensis
Allosuctobelba huangshanensis är en kvalsterart som beskrevs av Wen 1993. Allosuctobelba huangshanensis ingår i släktet Allosuctobelba och familjen Suctobelbidae. Inga underarter finns listade i Catalogue of Life.